# S.Carter : The Re-Mix
Albums de Jay-Z
The Black Album
(2003) Unfinished Business
(2004)
S.Carter : The Re-Mix est une mixtape officielle de Jay-Z, composée de remixes de ses morceaux de The Black Album (2003). L'album est mixé par Just Blaze. Il comprend des remixes de Just Blaze, 9th Wonder, Madlib, ... Il y a aussi des sons anciens tels que le remix de "Get By" de Talib Kweli avec Mos Def, Kanye West et Busta Rhymes. Michael Jordan, Denzel Washington et P. Diddy font également quelques apparitions dans des interludes. La pochette de la mixtape montre la languette du chaussure brodée "S. Carter" provenant du série créée en collaboration avec Reebok.

## Liste des titres
1. Flow [produit par Just Blaze]
2. Public Service Announcement Remix [produit par Just Blaze]
3. December 4th Remix [produit par 9th Wonder]
4. P.Diddy Interlude [produit par Lenny S.]
5. Warm It Up Jay Freestyle [produit par Just Blaze]
6. Michael Jordan-MSG Interlude [produit par Lenny S.]
7. Encore remix [produit par Charlemagne]
8. Hell Yeah (remix) (feat. Dead Prez [produit par Dead Prez]
9. Lookin @ My S Dots [produit par Sean 'S Dot' Francis]
10. Moment Of Clarity (remix) [produit par Big Jack]
11. 99 Problems (remix) [produit par Just Blaze]
12. Where I'm From (feat. Beanie Sigel) [produit par DJ Green Lantern]
13. Denzel Washington Interlude [produit par Lenny S.]
14. Allure (remix) [produit par Just Blaze]
15. Get By (remix) (feat. Talib Kweli, Mos Def, Kanye West & Busta Rhymes) [produit par Kanye West]
16. Threat (Remix Interlude) [produit par Madlib]
17. Reebok Interlude (feat. 50 Cent) [produit par Just Blaze]
18. My 1st Song (remix) [produit par 9th Wonder]

## Sample
- "PSA (Just Blaze Remix)" reprend les Jackson 5 et leur morceau "Walk On/The Love You Saved"[2].

## Sources
1. ↑  S. Carter - The Remix - Jay-Z : chronique de RAP2K.COM
2. ↑  « Loading... », sur ultragraphik.com (consulté le 14 octobre 2023).